# День батька (фільм)
«День батька» (англ. Fathers' Day) — американська комедія режисера Айвана Райтмана, що вийшла 1997 року, ремейк французького фільму «Татусі» 1983 року.

## Сюжет
16-річний хлопець Скотт тікає з дому. Його батько і не думає його шукати, і тоді мати хлопця залучає до пошуків своїх двох колишніх коханців Джека і Дейла, запевняючи кожного з них, що він є справжнім батьком хлопця.

## У ролях
| Актор              | Роль              |
| ------------------ | ----------------- |
| Біллі Крістал      | Джек Ловренс      |
| Робін Вільямс      | Дейл Путлі        |
| Джулія Луї-Дрейфус | Керрі Ловренс     |
| Настасія Кінскі    | Колетт Ендрюс     |
| Чарлі Гофхаймер    | Скотт Ендрюс      |
| Брюс Грінвуд       | Боб Ендрюс        |
| Джаред Гарріс      | Лі                |
| Луїс Ломбарді      | Метт              |
| Патті Д'Арбанвіль  | Ширлі Трейнор     |
| Гейлі Джонсон      | Ніккі Трейнор     |
| Чарльз Рокет       | Расс Трейнор      |
| Джейсон Райтман    | хлопець на сходах |
| Кетрін Райтман     | Вікторія          |